# غرانت روبرتس
غرانت روبرتس (بالإنجليزية: Grant Roberts)‏ هو لاعب كرة قاعدة أمريكي، ولد في 13 سبتمبر 1977 في إل كاجون في الولايات المتحدة.

## وصلات خارجية
- غرانت روبرتس على موقعبيزبول رفرنس.كوم (الدوري الرئيسي) (الإنجليزية)